# سمانه پاکدل
سمانه پاکدل (زادهٔ ۲۶ مهر ۱۳۶۶) بازیگر سینما و تلویزیون اهل ایران است. وی با بازی در سریال دلنوازان (۱۳۸۸) به شهرت رسید.

## زندگی شخصی
وی از کودکی علاقه‌مند به بازیگری بود و تصمیم داشت تا رشتهٔ هنر را در دبیرستان سوره در پیش گیرد ولی با مخالفت خانواده‌اش روبرو شد. سرانجام در سن ۱۷ سالگی و به دور از چشم والدینش تئاتر را آغاز کرد.
او در مرداد ۱۳۹۷ با هادی کاظمی ازدواج کرد.

## فیلم‌شناسی

### مجموعه تلویزیونی
- روز حسرت (۱۳۸۷)
- دلنوازان (۱۳۸۸)[۳]
- شاید برای شما هم اتفاق بیفتد (۱۳۸۹)
- پنجره (۱۳۹۰)
- دست بالای دست (۱۳۹۰)[۴]
- معراجی‌ها (۱۳۹۲)
- بچه‌های نسبتاً بد (۱۳۹۲)
- دیگری (۱۳۹۳)[۵]
- همسایه‌ها[۶][۷] (۱۳۹۵)

### سینمایی
- یکی از ما دو نفر (۱۳۸۹)
- جابه‌جا (۱۳۹۱)
- معراجی‌ها (۱۳۹۲)
- لبه پرتگاه (۱۳۹۳)[۸]
- شنگول منگول (۱۴۰۱)
- عینک قرمز (۱۴۰۲)

### شبکه نمایش خانگی
1. ۱۳ شمالی کارگردان: علیرضا امینی (۱۳۹۸)
2. شب‌های مافیا کارگردان: سعید ابوطالب (۱۳۹۹)
3. قبله عالم کارگردان: حامد محمدی (۱۴۰۰)
4. اکازیون کارگردان: مسعود اطیابی (۱۴۰۳)